# Saiva nodata
Saiva nodata är en insektsart som beskrevs av William Lucas Distant 1906. Saiva nodata ingår i släktet Saiva och familjen lyktstritar. Inga underarter finns listade i Catalogue of Life.